# 577
577(오백칠십칠)은 576보다 크고 578보다 작은 자연수다.

## 수학
- 106번째 소수다. 앞의 소수는 571, 다음 소수는 587이다.
  - 13번째 프로트 소수다. 앞의 프로트 소수는 449, 다음은 641이다.

({\displaystyle 577=9\times 2^{6}+1})
- 피타고라스 삼조의 빗변의 길이이다. ({\displaystyle 48^{2}+575^{2}=577^{2}})[a]

## 과학
- NGC 577: 고래자리 방향에 있는 나선은하.
- 577 레아(영어판): 소행성.

## 교통
- 고속도로
  - 유럽 고속도로 577호선: 루마니아 플로이에슈티에서 부저우까지 이어지는 유럽 고속도로.
- 기타 도로
  - 577번 니가타현도(일본어판)
  - 577번 미에현도(일본어판)

## 군사
- U-577(영어판, 독일어판): 제2차 세계 대전에 사용된 나치 독일의 군용 잠수함.

## 문화유산
- 대한민국의 보물 제577호: 분청사기 상감‘정통5년’명 어문 반형 묘지

## 작품
- 《577 프로젝트》(2012): 이근우 감독의 코미디 드라마 영화.

## 기타
- 연도: 577년, 기원전 577년